# Gary Russell
Gary Russell (18 de septiembre de 1963, Maidenhead, Berkshire) es un escritor y actor retirado de origen británico.
Como escritor ha publicado varias novelas basadas en la serie de televisión Doctor Who y en sus spin-offs. También escribió El arte de El Señor de los Anillos, serie formada por tres libros que recogen diversos diseños elaborados por los artistas Alan Lee y John Howe, así como por los dibujantes de la empresa Weta Workshop, durante la producción de la trilogía cinematográfica de El Señor de los Anillos dirigida por Peter Jackson.
Como actor ha participado en varias series de televisión, entre ellas The Famous Five, basada en la colección de libros de la escritora Enid Blyton titulada Los cinco y en la que interpretó a Dick Kirrin. Ha realizado además algunos cameos en cine.

## Filmografía
- The Few Doctors (1997)
- The Airzone Solution (1993)
- The Corridor Sketch (1991)
- Octopussy (1983, sin acreditar)
- Schoolgirl Chums (1982)
- A Shocking Accident (1982)
- Dark Towers (1981)
- The Famous Five (26 episodios, 1978 - 1979)
- The Phoenix and the Carpet (8 episodios, 1976 - 1977)